# Vlag van Waaxens (Súdwest-Fryslân)

Vlag van Waaxens

De vlag van Waaxens is de dorpsvlag van het Nederlandse dorp Waaxens, in de Friese gemeente Súdwest-Fryslân. De vlag werd in 1999 aangenomen en in 2001 geregistreerd. Het ontwerp van de vlag is van de hand van J.C. Terluin and R.J. Broersma.

## Beschrijving
De beschrijving van de vlag is als volgt:
Geel met twee blauwe punten, staande op de broekzijde, waarvan de toppen de vlucht raken; de bovenste punt belegd met een witte zwemmende eend aan de broekzijde en de onderste met een gele klaver aan de broekzijde.
De kleuren zijn afkomstig van het dorpswapen.

## Symboliek

Blauwe punten: staan voor de dorpskom en de buurt Tornwerd ten noorden van het dorp. Deze punten vormen samen de letter W van Waaxens. De blauwe kleur is ontleend aan het wapen van Littenseradeel, de gemeente waar Waaxens eertijds tot behoorde.
- Klaverblad: verwijst naar de veehouderij en de weidegronden rond het dorp.[3]
- Eend: duidt op de eendenkooi ten noorden van het dorp.[3]